# Matsudaira Tadanao
Matsudaira Tadanao (松平 忠直?; 16 luglio 1595 – 5 ottobre 1650) è stato un militare giapponese e fu un daimyō giapponese dei periodi Sengoku ed Edo.

## Biografia
Matsudaira Tadanao nacque nella provincia di Settsu nel 1595, primogenito di Yūki Hideyasu. Il suo nome d’infanzia fu Senchiyomaru (仙千代??).
Nel 1603 si recò a Edo con il padre, dove fu accolto calorosamente dallo zio, lo shōgun Tokugawa Hidetada, che prese grande simpatia per lui. Nel 1605 ricevette il titolo onorifico di Mikawa-no-kami e il grado di Corte Quarto Senior, Grado Inferiore. L'anno successivo, il suo titolo onorifico fu elevato a Ukonoue-gon-shōshō.
Nel 1607, alla morte del padre, Tadanao divenne daimyō del dominio di Fukui (Echizen), che produceva 670.000 koku. Nel 1611 sposò Katsuhime, figlia di Tokugawa Hidetada. In quell’occasione sostenne anche la cerimonia del genpuku (il rito del passaggio all’età adulta), ricevette un kanji dal nome di Hidetada e assunse il nome di Matsudaira Tadanao. Il suo titolo onorifico fu modificato in 'Sakonoue-gon-shōshō e il suo rango elevato a Quarto Senior, Grado Superiore.
Tuttavia tra il 1612 e il 1613 all’interno del dominio di Fukui scoppiarono conflitti armati tra alcuni dei suoi più importanti vassalli. La situazione fu risolta a fatica dallo shogunato, che attribuì la colpa alla giovane età e inesperienza di Tadanao.
Durante la campagna d’inverno dell’assedio di Osaka Tadanao guidò le truppe di Fukui, ma perse il controllo dei suoi mercenari, motivo per cui fu duramente rimproverato dal nonno, lo shōgun in ritiro Tokugawa Ieyasu. Partecipò anche alla campagna estiva dell’anno successivo, i cui uomini sconfissero Sanada Yukimura e guidando le sue truppe fino alla punta più avanzata dell’assalto Tokugawa al Castello di Osaka. Tuttavia non ricevette alcuna ricompensa per il suo contributo. Gli furono comunque concessi i titoli onorifici di Echizen-no-kami e Sakonoue-gon-chūshō nel 1615.
Ferito nell’orgoglio per quella che percepiva come una grave umiliazione, nel 1621 finse una malattia per evitare il sankin kōtai (il viaggio obbligatorio a Edo). Nel 1622, tentò addirittura di avvelenare la moglie, che fu salvata solo grazie a una dama di compagnia che prese il suo posto. Nello stesso periodo Tadanao guidò le sue truppe in spedizioni punitive contro le case dei suoi stessi vassalli.
Questi comportamenti spinsero Hidetada a bandirlo nel 1622 al dominio di Funai, nella provincia di Bungo, dove gli fu concessa una rendita di 10.000 koku. Tadanao prese i voti e divenne monaco buddista con il nome di Ippaku (一伯?). Visse i primi tre anni nel villaggio costiero di Ogiwara, ma poi fu costretto a trasferirsi nell’entroterra per ordine delle autorità locali, che temevano potesse fuggire.
Morì nel 1650 all’età di 56 anni.
Il figlio di Tadanao, Matsudaira Mitsunaga, fu trasferito da Fukui al dominio di Takada, nella provincia di Echigo. Suo fratello, Matsudaira Tadamasa, fu invece nominato daimyō di Fukui. La famiglia continuò a governare il feudo fino alla fine del periodo Edo.